# T-MEK
T-MEK est un jeu vidéo d'action édité par Atari Games, sorti en 1994 sur borne d'arcade. Le jeu a été développé par BITS Corporation et édité par Atari. Il a ensuite été porté sur 32X par Sega, ainsi que sur PC, en 1995.

## Système de jeu
T-MEK est un jeu de combat en arène où les joueurs prennent le contrôle de MEK, des tanks flottants dotés d’armes et de capacités spéciales. Le jeu propose plusieurs modes : un joueur peut affronter jusqu’à six adversaires contrôlés par l’IA, accompagnés occasionnellement de combats contre des boss, tandis que deux joueurs peuvent s'affronter en duel tout en combattant quatre adversaires gérés par l'IA. Un mode tournoi est également disponible, permettant à deux joueurs de se mesurer l'un à l'autre en tête-à-tête.
Jusqu’à trois bornes T-MEK peuvent être interconnectées, offrant des compétitions multijoueurs pouvant accueillir jusqu’à six joueurs. Le jeu se distingue par son système audio immersif appelé "CAGE Audio", développé par Time Warner Interactive. Chaque station de joueur est équipée de quatre haut-parleurs (deux à l'avant et deux à l'arrière) et d'un subwoofer monté sous le siège, offrant une expérience sonore surround. Contrairement à de nombreux jeux d'arcade de l’époque, T-MEK n’inclut pas de bande-son musicale. Cette absence de musique permet de mettre l’accent sur les effets sonores, utilisés pour repérer les ennemis dans l’arène.